# Springeratus xanthosoma
Springeratus xanthosoma är en fiskart som först beskrevs av Bleeker, 1857.  Springeratus xanthosoma ingår i släktet Springeratus och familjen Clinidae. Inga underarter finns listade i Catalogue of Life.